# Olivier Beretta
Olivier Henri Aldo Léopold Beretta (Monte Carlo, 23 novembre 1969) è un pilota automobilistico monegasco che ha corso in Formula 1 con la scuderia Larrousse nel 1994, disputando dieci Gran Premi.
Nel corso della carriera ha ottenuto i suoi migliori risultati nelle competizioni a ruote coperte, imponendosi nelle edizioni 1998 e 1999 del Campionato FIA GT e nella European Le Mans Series del 2014, nella classe GT3.

## Carriera
Dopo aver debuttato nel karting, Beretta passò al campionato francese di Formula 3, ottenendo il terzo posto nel 1990 con una vittoria sul circuito di Pau. L'anno seguente continuò nella categoria, prima di passare alla Formula 3000 nel 1992, guidando per il team di Nelson Piquet. Durante il primo anno non ottenne risultati di rilievo, mentre nel 1993, con il passaggio alla Forti Corse riuscì a imporsi all'esordio stagionale a Donington ottenendo anche la pole position. Nel prosieguo della stagione ottenne diversi piazzamenti che lo proiettarono al sesto posto in classifica.
Venne quindi assunto dalla Larrousse per disputare il Campionato mondiale di Formula 1 1994. All'esordio in Brasile, ottenne un 23º posto in prova e si ritirò in gara, venendo surclassato dal compagno di squadra Érik Comas. Situazione analoga al Gran Premio del Pacifico, con ritiro suo e Comas a punti.
A Monaco, nel Gran Premio di casa Beretta concluse la corsa all'ottavo posto, terminando una gara. Dopodiché però, a causa delle continue rotture del suo motore, per vedere la bandiera del traguardo, Beretta dovette aspettare la gara di Silverstone, dove concluse 15º.

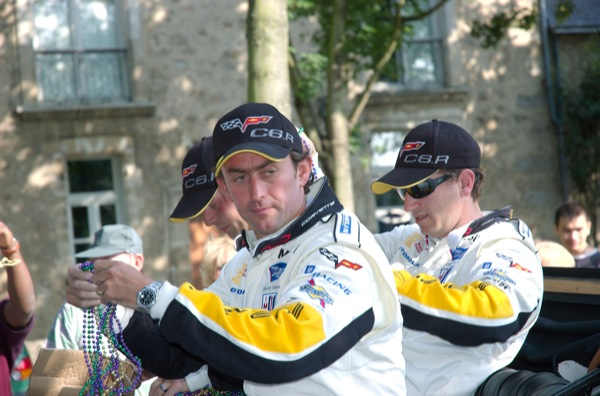
Olivier Beretta alle 24 Ore di Le Mans nel Campionato del mondo endurance 2006.

Quindici giorni dopo, a Hockenheim, ottenne il suo miglior risultato, concludendo 7º. Terminò il successivo Gran Premio d'Ungheria al nono posto, ma rappresentò la sua ultima apparizione in Formula 1. Ormai a corto di fondi, Larrousse decise infatti di affidarsi a piloti in grado di garantire un maggior supporto finanziario alla squadra e Beretta venne appiedato.
Terminata l'esperienza nella massima serie, Beretta faticò a trovare un ingaggio e nel 1995 prese solamente parte alle prequalifiche della 24 Ore di Le Mans. Riuscì in seguito ad accordarsi con l'Oreca di cui divenne pilota ufficiale. Con il team francese riuscì ad ottenere vari successi nelle competizioni a ruote coperte, imponendosi nella classe GT2 del Campionato FIA GT nel 1998 e nella GT1 nel 1999. Sempre nello stesso anno si impose anche nella classe GTS dell'American Le Mans Series.
Nel 2003 nel 2004 è stato tester Williams insieme a Marc Gené.

## Risultati

### International Formula 3000
(legenda) (Le gare in grassetto indicano la pole position) (Gare in corsivo indicano Gpv)
| Anno | Squadra       | Vettura     | Motore        | 1     | 2       | 3       | 4       | 5       | 6     | 7       | 8       | 9     | 10      | Punti | Pos. |
| ---- | ------------- | ----------- | ------------- | ----- | ------- | ------- | ------- | ------- | ----- | ------- | ------- | ----- | ------- | ----- | ---- |
| 1992 | Piquet Racing | Reynard 92D | Mugen Honda   | SIL 9 | PAU Rit | CAT Rit | PER Rit | HOC Rit | NÜR 9 |         |         |       |         | 0     | NC   |
| 1992 | Piquet Racing | Reynard 92D | Ford Cosworth |       |         |         |         |         |       | SPA Rit | ALB 17† | NOG 9 | MAG Rit | 0     | NC   |
| 1993 | Forti Corse   | Reynard 93D | Ford Cosworth | DON 1 | SIL 10  | PAU 4   | PER Rit | HOC 4   | NÜR 5 | SPA 13  | MAG 9   | NOG 4 |         | 20    | 6º   |

### Formula 1
| 1994 | Scuderia  | Vettura        |     |     |     |   |     |     |     |    |   |   |  |  |  |  |  |  |  | Punti | Pos. |
| ---- | --------- | -------------- | --- | --- | --- | - | --- | --- | --- | -- | - | - |  |  |  |  |  |  |  | ----- | ---- |
| 1994 | Larrousse | Larrousse LH94 | Rit | Rit | Rit | 8 | Rit | Rit | Rit | 14 | 7 | 9 |  |  |  |  |  |  |  | 0     | 27º  |

| Legenda | 1º posto     | 2º posto | 3º posto    | A punti         | Senza punti/Non class.  | Grassetto – Pole position Corsivo – Giro più veloce |
| Legenda | Squalificato | Ritirato | Non partito | Non qualificato | Solo prove/Terzo pilota | Grassetto – Pole position Corsivo – Giro più veloce |

### 24 Ore di Le Mans
| Anno | Classe    | N° | Gomme | Vettura                                         | Squadra             | Co-piloti                                | Giri | Pos. Assol. | Pos. di Classe |
| ---- | --------- | -- | ----- | ----------------------------------------------- | ------------------- | ---------------------------------------- | ---- | ----------- | -------------- |
| 1995 | WSC       | -  | G     | Courage C41 Chevrolet 5.0L V8                   | Courage Compétition | Eric van de Poele Matiaz Tomlje          | -    | NQ          | NQ             |
| 1996 | GT1       | 50 | M     | Chrysler Viper GTS-R Chrysler 356-T6 8.0L V10   | Viper Oreca         | Philippe Gache Éric Hélary               | 283  | 21º         | 12º            |
| 1997 | GT2       | 61 | M     | Chrysler Viper GTS-R Chrysler 356-T6 8.0L V10   | Viper Oreca         | Philippe Gache Dominique Dupuy           | 263  | Rit         | Rit            |
| 1998 | GT2       | 51 | M     | Chrysler Viper GTS-R Chrysler 356-T6 8.0L V10   | Viper Oreca         | Pedro Lamy Tommy Archer                  | 312  | 13º         | 2º             |
| 1999 | GTS       | 51 | M     | Chrysler Viper GTS-R Chrysler 356-T6 8.0L V10   | Viper Oreca         | Karl Wendlinger Dominique Dupuy          | 325  | 10º         | 1º             |
| 2000 | GTS       | 51 | M     | Chrysler Viper GTS-R Chrysler 356-T6 8.0L V10   | Viper Oreca         | Karl Wendlinger Dominique Dupuy          | 333  | 7º          | 1º             |
| 2001 | LMP900    | 16 | M     | Chrysler LMP Chrysler (Mopar) 6.0L V8           | PlayStation Oreca   | Karl Wendlinger Pedro Lamy               | 298  | 4º          | 3º             |
| 2002 | LMP900    | 15 | M     | Dallara SP1 Judd GV4 4.0L V10                   | PlayStation Oreca   | Érik Comas Pedro Lamy                    | 359  | 5º          | 4º             |
| 2003 | LMP900    | 11 | M     | Panoz LMP01 Evo Élan 6L8 6.0L V8                | JML Team Panoz      | Gunnar Jeanette Massimiliano "Max" Papis | 360  | 5º          | 3º             |
| 2004 | GTS       | 64 | M     | Chevrolet Corvette C5-R Chevrolet 7.0L V8       | Corvette Racing     | Oliver Gavin Jan Magnussen               | 345  | 6º          | 1º             |
| 2005 | GT1       | 64 | M     | Chevrolet Corvette C6.R Chevrolet LS7-R 7.0L V8 | Corvette Racing     | Oliver Gavin Jan Magnussen               | 349  | 5º          | 1º             |
| 2006 | GT1       | 64 | M     | Chevrolet Corvette C6.R Chevrolet LS7-R 7.0L V8 | Corvette Racing     | Oliver Gavin Jan Magnussen               | 355  | 4º          | 1º             |
| 2007 | GT1       | 64 | M     | Chevrolet Corvette C6.R Chevrolet LS7-R 7.0L V8 | Corvette Racing     | Oliver Gavin Massimiliano "Max" Papis    | 22   | Rit         | Rit            |
| 2008 | GT1       | 64 | M     | Chevrolet Corvette C6.R Chevrolet LS7-R 7.0L V8 | Corvette Racing     | Oliver Gavin Massimiliano "Max" Papis    | 341  | 15º         | 3º             |
| 2009 | GT1       | 64 | M     | Chevrolet Corvette C6.R Chevrolet LS7-R 7.0L V8 | Corvette Racing     | Oliver Gavin Marcel Fässler              | 311  | Rit         | Rit            |
| 2010 | LMGT2     | 64 | M     | Chevrolet Corvette C6.R Corvette 5.5L V8        | Corvette Racing     | Oliver Gavin Emmanuel Collard            | 255  | Rit         | Rit            |
| 2011 | LMGTE Pro | 73 | M     | Chevrolet Corvette C6.R Corvette 5.5L V8        | Corvette Racing     | Tommy Milner Antonio García              | 314  | 11º         | 1º             |
| 2012 | LMGTE Pro | 71 | M     | Ferrari 458 GTC Ferrari 4.5L V8                 | AF Corse            | Andrea Bertolini Marco Cioci             | 326  | 22º         | 4º             |
| 2013 | LMGTE Pro | 71 | M     | Ferrari 458 Italia GT2 Ferrari 4.5L V8          | AF Corse            | Kamui Kobayashi Toni Vilander            | 312  | 21º         | 5º             |
| 2014 | LMGTE Pro | 71 | M     | Ferrari 458 Italia GT2 Ferrari 4.5L V8          | AF Corse            | Davide Rigon Pierre Kaffer               | 28   | Rit         | Rit            |
| 2015 | LMGTE Pro | 71 | M     | Ferrari 458 Italia GT2 Ferrari 4.5L V8          | AF Corse            | Davide Rigon James Calado                | 332  | 21º         | 2º             |
| 2017 | LMGTE Am  | 54 | M     | Ferrari 488 GTE Ferrari F154CB 3.9L Turbo V8    | Spirit of Race      | Thomas Flohr Francesco Castellacci       | 326  | 42º         | 12º            |
| 2018 | LMGTE Am  | 70 | M     | Ferrari 488 GTE Ferrari F154CB 3.9L Turbo V8    | MR Racing           | Eddie Cheever III Motoaki Ishikawa       | 324  | 38º         | 9º             |
| 2019 | LMGTE Am  | 70 | M     | Ferrari 488 GTE Ferrari F154CB 3.9L Turbo V8    | MR Racing           | Eddie Cheever III Motoaki Ishikawa       | 328  | 41º         | 10º            |

### Campionato FIA GT
(legenda) (Le gare in grassetto indicano la pole position) (Gare in corsivo indicano Gpv)
| Anno | Squadra               | Classe | Vettura                 | HOC | SIL | HEL | NÜR | SPA | A1R | SUZ | DON | MUG | SEB | LAG | Punti | Pos. |
| ---- | --------------------- | ------ | ----------------------- | --- | --- | --- | --- | --- | --- | --- | --- | --- | --- | --- | ----- | ---- |
| 1997 | Viper Team Oreca      | GT2    | Chrysler Viper GTS-R    | 1   | 3   |     | 17  | 2   | 2   | 1   | 1   | Rit | 1   | 3   | 60    | 3º   |
| Anno | Squadra               | Classe | Vettura                 | OSC | SIL | HOC | DIJ | HUN | SUZ | DON | A1R | HOM | LAG |     | Punti | Pos. |
| 1998 | Viper Team Oreca      | GT2    | Chrysler Viper GTS-R    | 1   | 1   | 1   | 1   | 2   | 1   | 1   | 2   | 1   | 1   |     | 92    | 1º   |
| Anno | Squadra               | Classe | Vettura                 | MNZ | SIL | HOC | HUN | ZOL | OSC | DON | HOM | GLN | ZHU |     | Punti | Pos. |
| 1999 | Viper Team Oreca      | GT     | Chrysler Viper GTS-R    | 1   | 1   |     | 2   | 1   | 1   | 1   | 2   | 2   | 1   |     | 78    | 1º   |
| Anno | Squadra               | Classe | Vettura                 | MAG | SIL | BRN | JAR | AND | OSC | SPA | PER | DON | EST |     | Punti | Pos. |
| 2002 | Team A.R.T.           | GT     | Chrysler Viper GTS-R    |     |     | Rit |     |     |     |     |     |     |     |     | 0     | NC   |
| Anno | Squadra               | Classe | Vettura                 | ZHU | SIL | BUC | MNZ | OSC | SPA | ADR | BRN | NOG | ZOL |     | Punti | Pos. |
| 2007 | Luc Alphand Aventures | GT1    | Chevrolet Corvette C6.R |     |     |     |     |     | 6   |     |     |     |     |     | 7     | 36º  |

### European Le Mans Series
| Anno    | Squadra          | Classe | Vettura                | SEB | DON | JAR | EST | MOS | VAL | PET | Punti | Pos. |
| ------- | ---------------- | ------ | ---------------------- | --- | --- | --- | --- | --- | --- | --- | ----- | ---- |
| 2001    | Team PlayStation | LMP900 | Chrysler LMP           |     | 8   |     |     |     |     |     | 12    | 23º  |
| Anno    | Squadra          | Classe | Vettura                | SIL | IMO | RBR | LEC | EST |     |     | Punti | Pos. |
| 2014    | SMP Racing       | GTC    | Ferrari 458 Italia GT3 | 2   | 2   | 2   | 1   | 3   |     |     | 94    | 1º   |
| Legenda |                  |        |                        |     |     |     |     |     |     |     |       |      |

### NASCAR
(chiave) (Grassetto – Pole position assegnata dal tempo di qualificazione. Corsivo – Pole position guadagnata dalla classifica a punti o dal tempo di pratica. * – La maggior parte dei giri in testa.)

#### Craftsman Truck Series
| Anno | Team                  | Numero | Marca | 1   | 2   | 3   | 4   | 5   | 6   | 7   | 8   | 9   | 10  | 11  | 12  | 13  | 14  | 15  | 16  | 17  | 18  | 19  | 20     | 21  | 22  | 23  | 24  | 25  | Punti | Pos. |
| ---- | --------------------- | ------ | ----- | --- | --- | --- | --- | --- | --- | --- | --- | --- | --- | --- | --- | --- | --- | --- | --- | --- | --- | --- | ------ | --- | --- | --- | --- | --- | ----- | ---- |
| 1999 | Bobby Hamilton Racing | 4      | Dodge | HOM | PHO | EVG | MMR | MAR | MEM | PPR | I70 | BRI | TEX | PIR | GLN | MLW | NSV | NZH | MCH | NHA | IRP | GTY | HPT 17 | RCH | LVS | LVL | TEX | CAL | 112   | 87º  |

### Campionato del mondo endurance
| Stagione | Team           | Classe    | Vettura                | SEB | SPA | LMS | SIL | SÃO | BHR | FUJ | SHA |     | Punti | Pos. |
| -------- | -------------- | --------- | ---------------------- | --- | --- | --- | --- | --- | --- | --- | --- | --- | ----- | ---- |
| 2012     | AF Corse       | LMGTE Pro | Ferrari 458 Italia GT2 | 1   | 4   | 4   | Rit | 4   | 4   | 4   | 3   |     | 3.5   | 53º  |
| Anno     | Squadra        | Classe    | Vettura                | SIL | SPA | LMS | SÃO | COA | FUJ | SHA | BHR |     | Punti | Pos. |
| 2013     | AF Corse       | LMGTE Pro | Ferrari 458 Italia GT2 |     |     | 4   |     |     |     |     |     |     | 24    | 16º  |
| Anno     | Squadra        | Classe    | Vettura                | SIL | SPA | LMS | COA | FUJ | SHA | BHR | SÃO |     | Punti | Pos. |
| 2014     | AF Corse       | LMGTE Pro | Ferrari 458 Italia GT2 |     |     | Rit |     |     |     |     |     |     | 0     | NC   |
| Anno     | Squadra        | Classe    | Vettura                | SIL | SPA | LMS | NÜR | COA | FUJ | SHA | BHR |     | Punti | Pos. |
| 2015     | AF Corse       | LMGTE Pro | Ferrari 458 Italia GT2 |     |     | 2   |     |     |     |     |     |     | 36    | 13º  |
| Anno     | Squadra        | Classe    | Vettura                | SIL | SPA | LMS | NÜR | MEX | COA | FUJ | SHA | BHR | Punti | Pos. |
| 2017     | Spirit of Race | LMGTE Am  | Ferrari 488 GTE        |     |     | 7   |     |     |     |     |     |     | 12    | 12º  |
| Anno     | Squadra        | Classe    | Vettura                | SPA | LMS | SIL | FUJ | SHA | SEB | SPA | LMS |     | Punti | Pos. |
| 2018-19  | MR Racing      | LMGTE Am  | Ferrari 488 GTE        | 5   | 5   | 7   | Rit | 6   | 5   | 8   | 5   |     | 71    | 10º  |
| Anno     | Squadra        | Classe    | Vettura                | SIL | FUJ | SHA | BHR | COA | SPA | LMS | BHR |     | Punti | Pos. |
| 2019-20  | MR Racing      | LMGTE Am  | Ferrari 488 GTE Evo    | 3   | 4   | 7   | 7   | 10  |     |     |     |     | 43    | 15º  |

### Campionato IMSA WeatherTech SportsCar
| Anno    | Squadra           | Classe | Vettura                | 1      | 2   | 3   | 4   | 5   | 6   | 7   | 8   | 9   | 10  | 11  | Punti | Pos. |
| ------- | ----------------- | ------ | ---------------------- | ------ | --- | --- | --- | --- | --- | --- | --- | --- | --- | --- | ----- | ---- |
| 2014    | Risi Competizione | GTLM   | Ferrari 458 Italia GT2 | DAY 11 | SEB | LBH | LGA | BEL | WGL | MOS | IMS | ELK | COA | ATL | 22    | 45º  |
| 2015    | Risi Competizione | GTLM   | Ferrari 458 Italia GT2 | DAY 9  | SEB | LBH | LGA | BEL | WGL | MOS | ELK | COA | ATL |     | 23    | 26º  |
| 2016    | Risi Competizione | GTLM   | Ferrari 488 GTE        | DAY 6  | SEB | LBH | LGA | BEL | WGL | MOS | ELK | COA | ATL |     | 26    | 25º  |
| Legenda |                   |        |                        |        |     |     |     |     |     |     |     |     |     |     |       |      |